# Lasiurus varius
Lasiurus varius é uma espécie de morcego da família Vespertilionidae. Pode ser encontrada no Chile e Argentina.